# Покровська церква (Одеса)
Покровська церква — православний храм в Одесі, який знаходився за адресою Олександрівський просп. (тепер просп. Українських Героїв) 11 на місці сучасної Першої Гімназії.
Церква зруйнована у 1936 комуністами під час Сталінського терору.

## Історія
Збудована в честь православного Свята Покрови Пресвятої Богородиці (1 (14) жовтня) за проектом відомого одеського архітектора Франца Фрапполі, який, на жаль, помер у 1819 році, не доживши три роки до закінчення будови. До будови підключився комерції радник Іван Васильович Авчинніков, навпроти будинку якого будувалася нова церква. Праву прибудову до храму було освячено в ім'я його ангела - Івана Предтечі. Будівництво було завершено у 1822 році, коли й був освячений храм. 
У 1834 році було збудовано ліву прибудову, освячену в ім'я чудотворця Митрофана Воронежського.
Покровська входила до складу 1-го Благочинного округу Одеси — основного управління церков. За станом на початок 1916 року у ній служили три протоієрея: Мелетій Аркадійович Шаравський, Володимир Якович Шаворський та Іван Василйович Розов, а також диякон Олександр Дмитрович Брадучан, псаломщик Антоній Никифорович Ринский, диякон-псаломщик Митрофан Даміанович Пилипович. Все вони мешкали в будинку № 11 по Олександрівському проспекті.
Церква зруйнована у 1936 році. З її каміння і на її фундаменті була збудована будівля Середньої школи № 119 (тепер Гімназія № 1). Сьогодні в про церкву нагадують руїни будівлі із боку Покровського провулка, які імовірно є рештками службового церковного приміщення або апартаменти управління 1-го Благочинного округа Одеси.

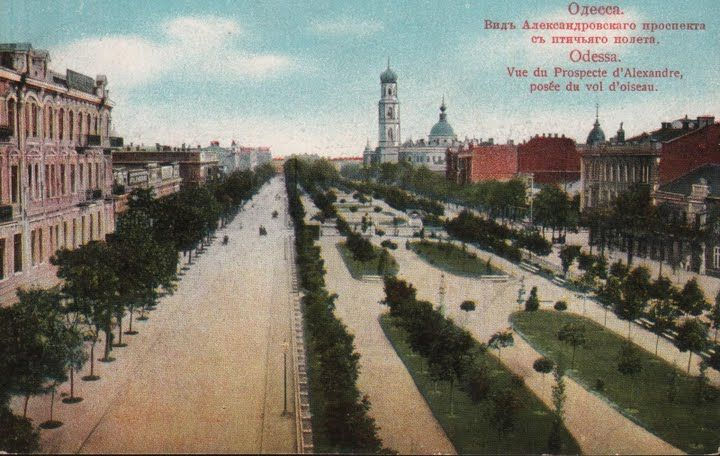
Стара листівка. Вид на Олександрівський проспект і Покровську церква